# Ringwall Heidelberg (Unterwaldbehrungen)

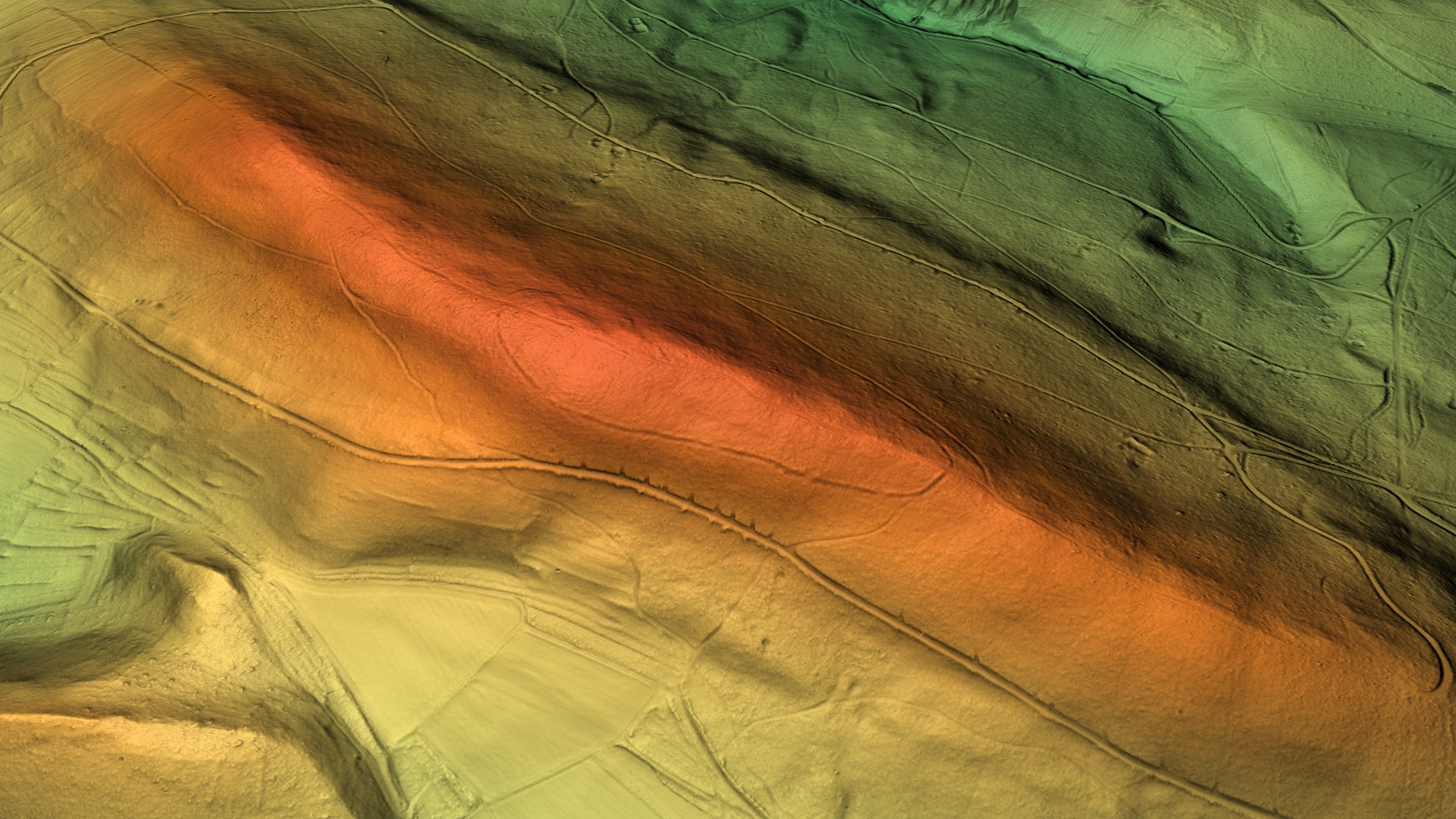
3D-Ansicht des digitalen Geländemodells

Der Ringwall Heidelberg ist eine abgegangene frühmittelalterliche Ringwallanlage auf dem Heidelberg etwa 2000 Meter östlich der Kirche in Unterwaldbehrungen, einem heutigen Ortsteil der Gemeinde Bastheim im Landkreis Rhön-Grabfeld in Bayern.